# Cylindromyia theodori
Cylindromyia theodori là một loài ruồi trong họ Tachinidae.